# Grimhultssjön
Grimhultssjön är en sjö i Gnosjö kommun i Småland och ingår i Nissans huvudavrinningsområde. Sjön har en area på 0,0796 kvadratkilometer och ligger 213 meter över havet.

## Delavrinningsområde
Grimhultssjön ingår i det delavrinningsområde (636052-137655) som SMHI kallar för Mynnar i Gnosjö Regl.Damm. Avrinningsområdets medelhöjd är 235 meter över havet och ytan är 25,47 kvadratkilometer. Det finns inga delavrinningsområden uppströms utan avrinningsområdet är högsta punkten. Töllstorpaån som avvattnar avrinningsområdet har biflödesordning 3, vilket innebär att vattnet flödar genom totalt 3 vattendrag innan det når havet efter 132 kilometer. Delavrinningsområdet består mestadels av skog (84 procent). Avrinningsområdet har 0,26 kvadratkilometer vattenytor vilket ger det en sjöprocent på 1 procent. Bebyggelsen i området täcker en yta av 0,4 kvadratkilometer eller 2 procent av avrinningsområdet.